# Piedmont (Quebec)
Piedmont es un municipio canadiense situado en la provincia de Quebec.

## Superficie
Piedmont tiene una superficie de 24,36 km².

## Demografía
En 2021, tenía 3476 habitantes, una densidad poblacional de 142,7 hab./km², y 2385 viviendas.